# 卡巴杜古大區
9°30′N 7°34′W / 9.500°N 7.567°W
卡巴杜古大區（Kabadougou），是科特迪瓦的31個大區之一，位於該國西北部，由登蓋萊區負責管轄，首府設於奧迭內，始建於2011年，面積13,758平方公里，2014年人口193,364，人口密度每平方公里14人。